# Xã Perry, Quận Muskingum, Ohio
Xã Perry (tiếng Anh: Perry Township) là một xã thuộc quận Muskingum, tiểu bang Ohio, Hoa Kỳ. Năm 2010, dân số của xã này là 2.621 người.